# Hans Riesel
Hans Ivar Riesel, född 28 maj 1929 i Stockholm, död 21 december 2014, var en svensk matematiker och docent i numerisk analys vid Kungliga Tekniska högskolan (KTH). Han var känd för forskning kring stora primtal.
Riesel studerade matematik och numerisk analys vid Stockholms universitet där han 1969 disputerade på doktorsavhandlingen Contributions to numerical number theory. Från 1953 arbetade Riesel med datorn BESK, och 1960 till 1963 var han föreståndare för matematiska institutionen vid Matematikmaskinnämnden samt verksam vid forskningsstiftelsen KVAL. Sedan Matematikmaskinnämnden uppgått i Statskontoret följde Riesel med dit till 1969, då han blev universitetslektor vid KTH. 
Med hjälp av beräkningar med BESK upptäckte Riesel 1957 det 18:e kända mersenneprimtalet, 23217-1, vilket är ett tal med 969 siffror. Med detta primtal var Riesel "världsrekordhållare" fram till 1961, då den amerikanske matematikern Alexander Hurwitz upptäckte det 19:e samt det 20:e kända mersenneprimtalet. Riesel är även upptäckare av Rieseltalen.